# 学校給食法
学校給食法（がっこうきゅうしょくほう、昭和29年6月3日法律第160号）は、学校給食および学校給食を活用した食に関する指導の実施に関し必要な事項を定め、学校給食の普及充実および学校における食育の推進に関する法律である。

## 概要
近年、「食」を巡る情勢の変化に対応して、公布・施行以来初の改正が行われた。
1954年（昭和29年）6月3日の公布・施行時においては、学校給食の目的を定める上での考慮事項として「国民の食生活の改善」への「寄与」が掲げられていたが、2009年（平成21年）4月1日の改正法では、日本における一般的な食生活の現状に鑑み同文言は削除され、かわって「食に関する正しい理解と適切な判断力を養う」点が盛り込まれた。また、いわゆる「食育」を重要視する観点から、その推進も新規に盛り込まれる形となった。

## 主な内容

### 学校給食の範囲
この法律で定める学校給食の範囲は、義務教育諸学校（小学校・中学校・義務教育学校・中等教育学校の前期課程・特別支援学校小学部もしくは中学部）において、その児童または生徒に対し実施される給食をいう（学校給食法第3条）。

## 問題点

### 全員給食非実施
学校給食法第4条には「義務教育諸学校の設置者は、当該義務教育諸学校において学校給食が実施されるように努めなければならない」と書かれているが、強制力のない努力義務であるため、東京都町田市や国分寺市の中学校や、福岡県大野城市、春日市、久山町、宇美町、須惠町の中学校などのように生徒全員に対して給食が提供されていない地域も存在している。政令指定都市でもかつては神奈川県横浜市の中学校で給食を提供していなかったが、2021年4月8日から提供を開始することになった。

### 牛乳
米飯が主食の場合でも、あまり相性がよくないと思われる牛乳が必ず出るのは、学校給食法施行規則第1条第2項により「完全給食とは、給食内容がパン又は米飯（これらに準ずる小麦粉食品、米加工食品その他の食品を含む。）、ミルク及びおかずである給食をいう。」と必ずミルク（または牛乳）を出すように規定されているからである。なお、補食給食（給食内容がミルク及びおかず等である給食。第1条第3項）、ミルク給食（給食内容がミルクのみである給食。第1条第4項）の場合でもミルクは必須となっている。
しかし、文部科学省としては出さなければならない食品はないという内容の回答があったという報告がある。